# Tomasz Czubak
Tomasz Czubak (né le 16 décembre 1973 à Słupsk) est un athlète polonais spécialiste du 400 mètres.
Sélectionné à plusieurs reprises dans l'épreuve du relais 4 × 400 m, il termine deuxième des Championnats d'Europe 1998 de Budapest. De nouveau médaillé d'argent lors des Championnats du monde 1999 de Séville, le relais polonais composé de Tomasz Czubak, Robert Mackowiak, Jacek Bocian et Piotr Haczek, récupère finalement la médaille d'or après la disqualification de l'équipe des États-Unis à la suite des aveux de dopage d'Antonio Pettigrew.
La meilleure performance de Tomasz Czubak sur 400 m est de 44 s 62, établi le 24 août 1999 à Séville.

## Palmarès
| Année | Compétition           | Lieu     | Place | Épreuve   |
| ----- | --------------------- | -------- | ----- | --------- |
| 1997  | Championnats du monde | Athènes  | 3e    | 4 × 400 m |
| 1998  | Championnats d'Europe | Budapest | 4e    | 400 m     |
| 1998  | Championnats d'Europe | Budapest | 2e    | 4 × 400 m |
| 1999  | Championnats du monde | Séville  | 1er   | 4 × 400 m |